# Rozchodnice
Rozchodnice (Rhodiola) je rod bylin z čeledi tlusticovitých. Rod je rozdělen asi do 90 druhů. Tučnolisté rostliny tohoto rodu se vyskytují na severní polokouli ve vyšších nadmořských výškách nebo zasahují až do arktických oblastí.
V České republice roste jediný druh, kriticky ohrožená léčivá rostlina rozchodnice růžová.

## Taxonomie
V minulosti byly druhy rodu rozchodnice součásti velmi širokého rodu rozchodník a na základě ještě ne zcela dokončených molekulárních studií z něj byly vyděleny do samostatného rodu.

## Popis
Jsou to trvalky s oddenkem, který může být hlízovitě ztlustlý nebo tenký, obvykle je vícehlavý a sahá do úrovně terénu. Vyrůstá z něj několik listů v růžici a jedna nebo více dužnatých lodyh vysokých až 60 cm, u některých druhů přes zimu usychají, u jiných přetrvávají. Lodyhy porůstají střídavými nebo v přeslenech rostoucími, přisedlými nebo objímavými, jednoduchými a dužnatými listy. Čepele mají eliptické, obkopinaté nebo obvejčité, po obvodě celistvé nebo místy zubaté.
Květenství bývá axiální vrcholičnaté nebo chocholičnaté, jednoduché nebo složené z několika dalších vyrůstajících z paždí listů. Nazelenalé, bílé, růžové, tmavě červené nebo nažloutlé květy jsou oboupohlavné nebo jednopohlavné (tedy jsou rostliny dvoudomé nebo mnohomanželné). Srostlý kalich i volná koruna mívají stejný počet, 3 až 6 lístků. Tyčinky, kterých je dvakrát více než korunních lístků, vyrůstají ve dvou kruzích a nesou zprvu fialové a později žluté prašníky. Semeník je vrchní, pestíků se dvěma čnělkami je tolik co korunních lístků. Nektaria jsou podlouhlá nebo okrouhlá. Plody jsou měchýřky s podlouhlými semeny. Počet chromozomů rodu rozchodnice je 2n = 22.

## Druhy

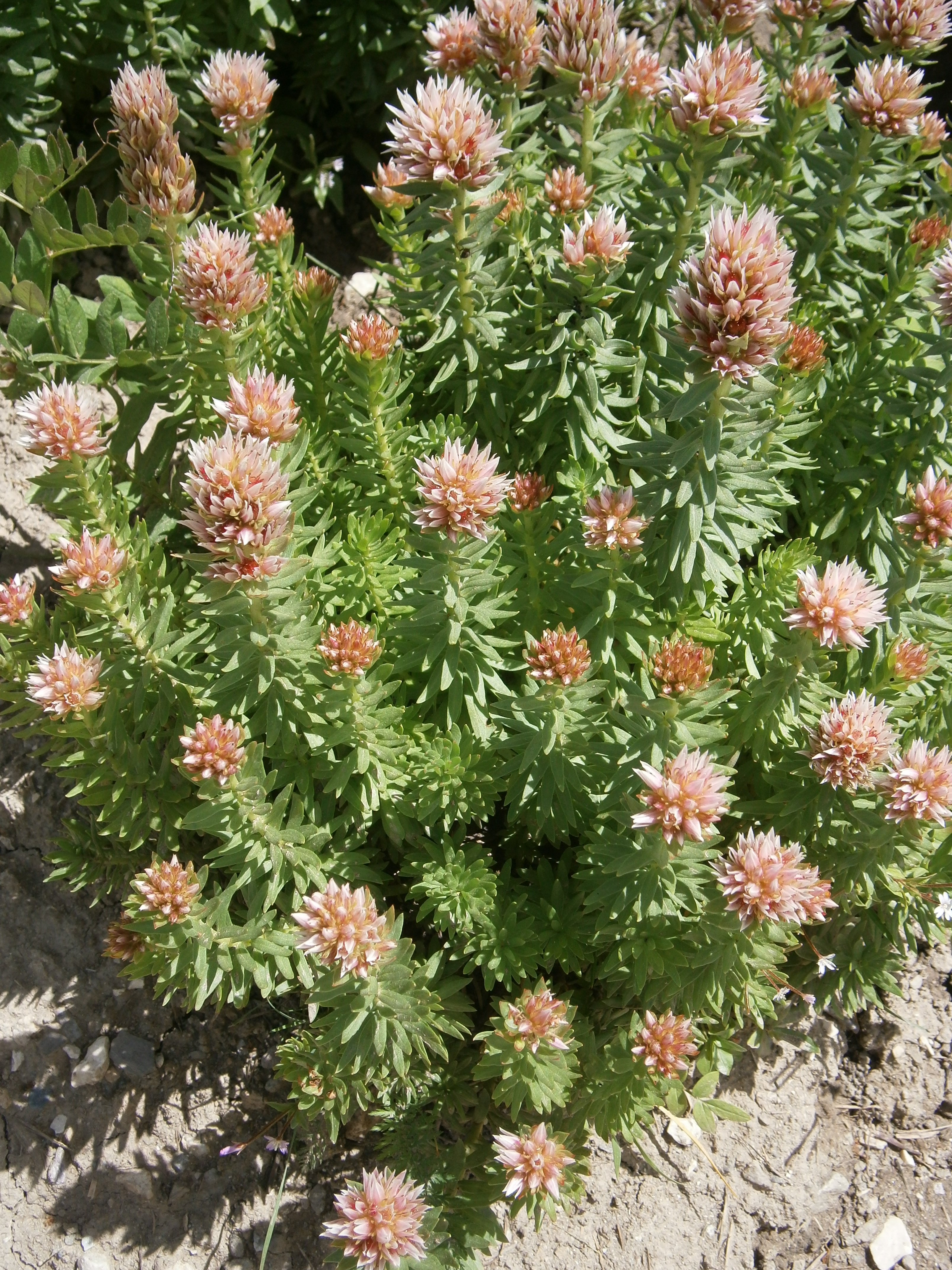
Rozchodnice růžokvětá (Rhodiola rhodantha)

- Podrod Primuloides (Praeger) H.Ohba
  - Sekce Hobsonia (H.Ohba) H.Ohba
    - Rhodiola hobsonii (Prain ex Raym.-Hamet) S.H. Fu: roste na územích Bhútánu, Sikkim a Xizang ve výškách 2600–4100 m n. m.[1]

  - Sekce Primuloides (Praeger) S.H.Fu
    - Rhodiola handelii H.Ohba: typový sběr v oblasti Sichuan .[1]
    - Rhodiola humilis Fu: roste v oblastech Nepal, Sikkim, Qinghai,Xizang 3900 až 4500 m n. m.[1]
    - Rhodiola pachyclados (Aitch. ex Hemsl.) H. Ohba; Heimat: Afghánistán
    - Rhodiola primuloides (Franch.) S.H. Fu: jihovýchodní Qinghai, jihozápadní Sichuan, jižní Xijang a západní Yunnan mezi 2500–4400 m n. m. s poddruhy:
      - Rhodiola primuloides subsp. kongboensis H.Ohba
      - Rhodiola primuloides subsp. primuloides

    - Rhodiola saxifragoides (Fröd.) H.Ohba

  - Sekce Smithia (H.Ohba) H.Ohba
    - Rhodiola smithii (Raym.-Hamet) S.H. Fu: roste v oblastech Sikkim, jižní Xizang ve výškách 4000–5000 m n. m.[1]
- Podrod Crassipedes (Praeger) H.Ohba
  - Rhodiola algida (Ledeb,) Fisch. & C.A. Mey.
  - Rhodiola amabilis (H. Ohba) H.Ohba
  - Rhodiola chrysanthemifolia (H. Lév.) Fu: roste v jihovýchodním Sichuan a severozápadním provincii Yunnan ve výškách 3200–4200 m n. m.[1] s poddruhy:
    - Rhodiola chrysanthemifolia subsp. chrysanthemifolia
    - Rhodiola chrysanthemifolia subsp. liciae (Raym.-Hamet) H.Ohba
    - Rhodiola chrysanthemifolia subsp. sacra (Raym.-Hamet) H.Ohba
    - Rhodiola chrysanthemifolia subsp. sexifolia (Fu) H.Ohba

  - Rhodiola dumulosa (Franch.) Fu: Roste ve státech Bhútán, Myanmar a Čína.[1]
  - Rhodiola nepalica (H. Ohba) H.Ohba
  - Rhodiola sinuata (Royle ex Edgew.) Fu: Roste ve státech Pákistán, Indien, Nepal, Xizang a severozápadní části provincie Yunnan ve výškách 3200–4300 m n. m.[1]
  - Rhodiola staminea (O. Pauls.) S.H. Fu
  - Rhodiola stephanii Trautv. & C.A. Mey.: Roste v Rusku a Číně.[1]
  - Rhodiola wallichiana (Hook. f.) S.H. Fu; Roste v Himálaji, západní Číně a Tibetu
- Podrod Clementsia (Rose) H.Ohba
  - Rhodiola rhodantha (A. Gray) H. Jacobsen; Heimat: USA
  - Rhodiola semenovii (Regel et Herder) Boriss.; Roste v Kazachstánu a provincii Xinjiang[1]
- Podrod Rhodiola
  - Sekce Pseudorhodiola (Diels) H.Ohba
    - Rhodiola yunnanensis (Franch.) S. H. Fu; China (Sichuan, Yunnan, Hupeh, Schansi), s poddruhy:
      - Rhodiola yunnanensis subsp. forrestii (Raym.-Hamet) H.Ohba
      - Rhodiola yunnanensis subsp. yunnanensis

  - Sekce Rhodiola
    - Rhodiola alsia (Fröd.) S.H. Fu: Roste v čínských provinciích Sichuan, Yunnan a Xizang v nadmořských výškách mezi 3400–4800 m.[1] s poddruhy:
      - Rhodiola alsia subsp. alsia
      - Rhodiola alsia subsp. kawaguchii H.Ohba

    - Rhodiola angusta Nakai: Roste v Rusku, Koreji a čínské provincii Heilongjiang[1]
    - Rhodiola atsaensis (Fröd.) H.Ohba: Roste v Indii a čínské provinciiXizang vor.[1]
    - Rhodiola bupleuroides (Wall. ex Hook.f. & Thomson) Fu: Roste v Bhútánu, Myanmaru, Nepalu, Sikkimu a čínských provinciích Sichuan, Yunnan a Xizang v nadmořských výškách mezi 2400–5700 m.[1] formy:
      - Rhodiola bupleuroides var. bupleuroides
      - Rhodiola bupleuroides var. parva (Fröd.) H.Ohba

    - Rhodiola calliantha (H. Ohba) H.Ohba: Roste v Nepálu a čínské provincii Xizang [1]
    - Rhodiola crenulata (Hook. f. & Thomson) H.Ohba: Roste v Bhútánu, Nepálu, Sikkimu a čínských provinciích Qinghai, Sichuan, Xizang a Yunnan v nadmořských výškách mezi 2800–5600 m.[1]
    - Rhodiola cretinii (Raym.-Hamet) H. Ohba: Roste v Bhátán, Nepal, Sikkim, severovýchodní Indii, Yunnan a Xizang v nadmořských výškách mezi 3700–4400 m.[1] Poddruhy:
      - Rhodiola cretinii subsp. cretinii
      - Rhodiola cretinii subsp. sinoalpina (Fröd. ex Hand.-Mazz.) H. Ohba

    - Rhodiola discolor (Franch.) Fu: Roste v Nepálu, Sikkim, západní Sichuan, jihovýchod Xizang a severozápad Yunnan v nadmořských výškách mezi 2800–4300 m.[1]
    - Rhodiola heterodonta (Hook. f. & Thomson) Boriss.; Roste v Afghánistánu, Íránu, Pákistánu, západním Himálaji, Tibet, Mongolsko, Tádžikistán, Xinjiang a Xizang v nadmořských výškách mezi 2800–4700 m.[1]
    - Rhodiola hookeri Fu
    - Rhodiola imbricata Edgew.
    - Rhodiola integrifolia Raf.; Roste v Arktidě na Sibiři, Aljašce, Kanadě, USA s poddruhy:
      - Rhodiola integrifolia subsp. integrifolia
      - Rhodiola integrifolia subsp. leedyi (Rosend. & J.W. Moore) Kartesz
      - Rhodiola integrifolia subsp. neomexicana (Britton) H.Ohba
      - Rhodiola integrifolia subsp. procera (R.T. Clausen) Kartesz

    - Rhodiola ishidae (Miyabe & Kudô) Hara
    - Rhodiola junggarica Chang Y. Yang & N.R Cui: Roste v západnímXinjiangu v nadmořských výškách mezi 2500–2700 m.[1]
    - Rhodiola kirilowii (Regel) Regel ex Maxim.; Roste v Číně, Myanmaru, Kazachstánu.[1]
    - Rhodiola lobulata (Singh & Bhattacharyya) H.Ohba
    - Rhodiola ludlowii H.Ohba
    - Rhodiola macrocarpa (Praeger) Fu: Roste v Myanmaru a čínských provinciích Gansu, Qinghai, Shaanxi, Sichuan, jihovýchodním Xizang a severozápadním Yunnanu ve výškách 2900–4300 m.[1]
    - Rhodiola marginata Grierson
    - Rhodiola purpureoviridis (Praeger) Fua: Roste v západním Sichuanu, jižním Xizangu a severozápadním Yunnanu ve výškách 2500–4100 m[1] Mit den Unterarten:
      - Rhodiola purpureoviridis subsp. phariensis (H. Ohba) H.Ohba
      - Rhodiola purpureoviridis subsp. purpureoviridis

    - rozchodnice růžová (Rhodiola rosea L.); Roste v Evropě, na Sibiři okolí řeky Amur, na Sachalinu, Kamčatce, Mongolsko, v Himálaji, Číně, Kanadě a v Grónsku.
    - Rhodiola serrata H.Ohba: Roste v Indii, jihu Xizangu ve výškách 3300–3800 metrů[1]
    - Rhodiola sherriffii H.Ohba: Roste v Bhútánu a provinciích Sikkim a Xizang ve výškách 4000–5000 m.[1]
    - Rhodiola subopposita (Maxim.) H. Jacobsen: Roste v provinciích Gansu a severovýchodě Qinghai ve výškách mezi 3800–4100 m.[1]
    - Rhodiola tangutica (Maxim.) S.H. Fu: Roste v provinciích Gansu, Qinghai a Sichuan ve výškách 2100–4700m.[1]

  - Sekce Prainia (H.Ohba) H.Ohba
    - Rhodiola prainii (Raym.Hamet) H.Ohba: Roste na severovýchodě Indie, v Nepálu, Sikkimu a provincii Xizang v nadmořské výšce 2200–4300m.[1]
    - Rhodiola stapfii (Raym.-Hamet) Fu: Roste na severozápadě Indie, v Bhútánu, jihu Xizang v nadmořské výšce 2900–5000 m.[1]

  - Sekce Chamaerhodiola (Fischer) C.A.Meyer
    - Rhodiola atuntsuensis (Praeger) Fu
    - Rhodiola coccinea (Royle) Boriss.: Roste v Afghánistánu, Kašmíru, v severozápadní Indii, Bhútánu, Nepál, Sikkimu a čínských provinciích Gansu, Qinghai, Sichuan, Xinjiang, Xizang a severozápadě Yunnan mezi 200–5300 m n. m.[1] Poddruhy:
      - Rhodiola coccinea subsp. coccinea
      - Rhodiola coccinea subsp. scabrida (Franch.) H.Ohba

    - Rhodiola fastigiata (Hook. f. & Thomson) Fu: Roste v Bhútán, Indie, Kašmír, Nepál, Sikkim, Sichuan, Xizang a Yunnan mezi 3500–5400 m n. m.[1]
    - Rhodiola gelida Schrenk: Roste v Russland, v Mongolsku, Tádžikistánu, Xinjiangu mezi 2800–4200 m n. m.[1]
    - Rhodiola himalensis (D. Don) Fu: Roste v Bhútán, Nepál, Sikkim a Číně mezi 2600–4200 m n. m.[1] s poddruhy:
      - Rhodiola himalensis subsp. bouvieri (Raym.-Hamet) H.Ohba
      - Rhodiola himalensis subsp. himalensis
      - Rhodiola himalensis subsp. taohoensis (Fu) H.Ohba

    - Rhodiola kashgarica Boriss.: Roste v Kazachstánu a jihozápadě provincie Xinjiang mezi 2600–3200 m.[1]
    - Rhodiola litwinovii Boriss.: Roste v Uzbekistánu, Mongolsku av Xinjiang.[1]
    - Rhodiola nobilis (Franch.) Fu: Roste v Myanmaru a v severozápadě Yunnanu mezi 3700–4500 m n. m.[1]
    - Rhodiola pamiroalaica Boriss.: Roste v Tádžikistánu a na západě provincie Xinjiang mezi 2400–2800 m n. m.[1]
    - Rhodiola quadrifida (Pallas) Fisch. & C.A. Mey.; roste v Evropě pouze na Urale.[2] a dále Mongolsko, Rusko, Kazachstán, Xinjiang ve výškách 2300–3700 m n. m.[1]
    - Rhodiola recticaulis Boriss.: Kazachstán, Írán, Xinjiang, 3800–4600 m n. m.[1]
    - Rhodiola tibetica (Hook. f. & Thomson) Fu: Afghánistán, Pákistán, Indie, jihozápadní Xizang ve výškách 4100–5400 m n. m.[1]